# Thier-Galerie
Die Thier-Galerie ist ein Einkaufszentrum in Dortmund. Sie liegt im Südwesten der Innenstadt auf dem Gebiet der ehemaligen Dortmunder Thier-Brauerei und wird vom Hamburger Unternehmen ECE Projektmanagement betrieben. Die Galerie hat Anschluss an den Westenhellweg, eine der meistfrequentierten  Einkaufsstraßen Deutschlands.
Das Einkaufszentrum hat täglich 35.000 Besucher, in der Spitze auf bis zu 90.000 (an Adventssamstagen). Das Gesamteinzugsgebiet beläuft sich auf 2,3 Mio. Menschen.
Die Verkaufsfläche mit 160 Läden erstreckt sich über 33.000 Quadratmeter (plus 4.800 Quadratmeter für Büros und Praxen) und ist somit ein Einkaufszentrum mittlerer Größe. Rund 1.000 Mitarbeiter sind hier beschäftigt.

## Vorgeschichte
Über einen Zeitraum von mehr als 15 Jahren entstand durch den Rückzug der Dortmunder Thier-Brauerei in der Innenstadt innerhalb des Wallrings eine 22.000 Quadratmeter große Brachfläche, flankiert von den beiden Bestandsgebäuden Brinkmannhaus und dem ehemaligen Verwaltungsgebäude Thier. Auf dieser Fläche existierte eine gut entwickelte Bar- und Discoszene mit einem großen Einzugsgebiet bis ins Dortmunder Umland. Bereits 1994 bestanden erste Planungsüberlegungen für eine Neubebauung des Thier-Areals. Ein Investor wollte hier ein Erlebniscenter errichten. Diese Planung wurde jedoch bald verworfen. Nachdem sich Projektentwickler und die Stadt Dortmund 2008 auf eine angemessene Verkaufsflächenanzahl in Verträglichkeit mit der Einkaufsstraße Westenhellweg geeinigt hatten, zogen die letzten Mieter Ende August 2009 aus dem Brinkmannhaus aus. Bis Dezember 2009 wurde es abgerissen sowie das gesamte Areal für den Neubau präpariert.

## Einkaufszentrum

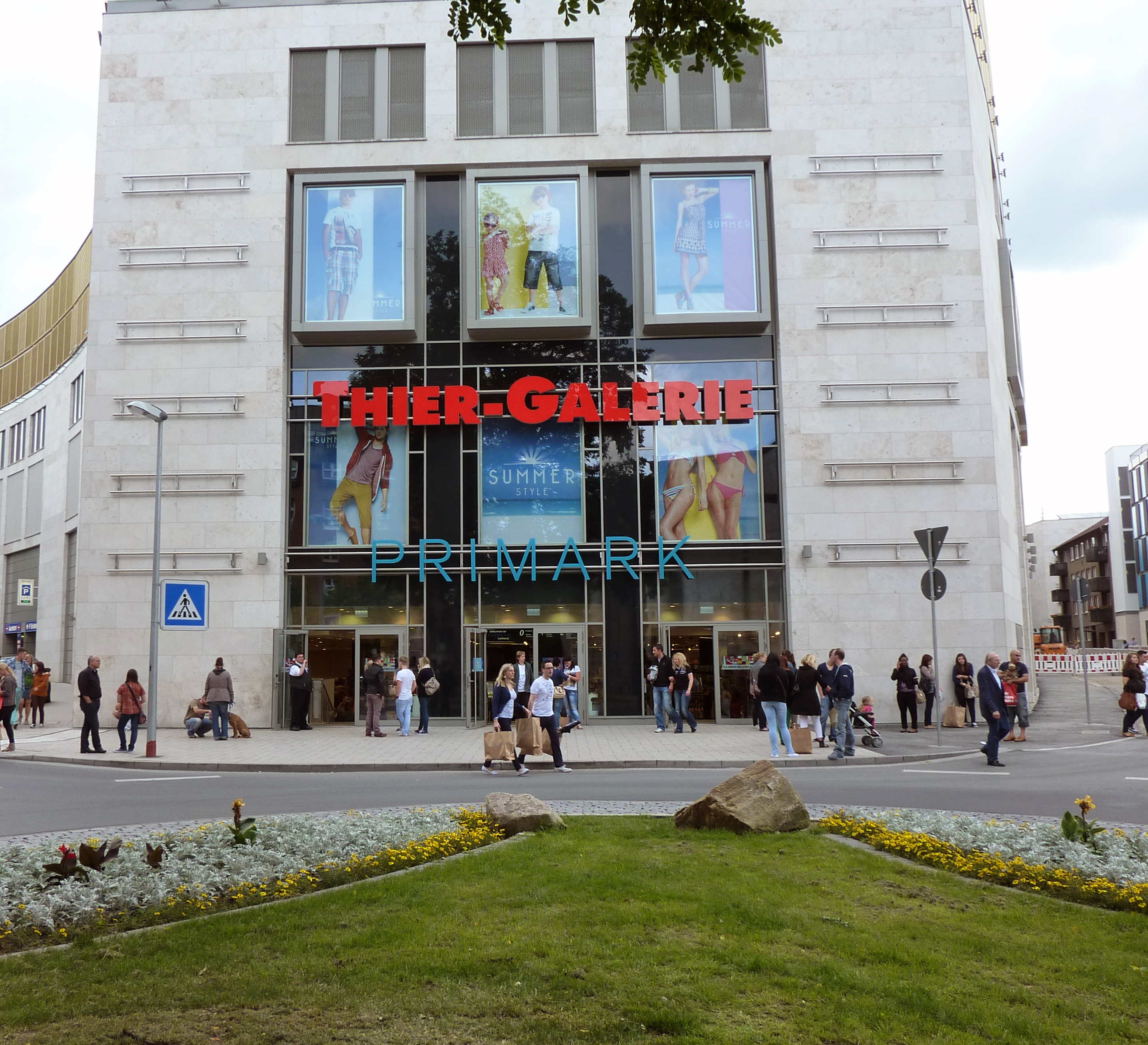
Primark

Die Verkaufsfläche verteilt sich über dreieinhalb Verkaufsebenen. Die Kosten für das Projekt werden mit 300 Millionen Euro beziffert. Es gibt mehrere Parkebenen oberhalb der Verkaufsflächen mit 730 Parkplätzen im dritten, vierten und fünften Stockwerk.

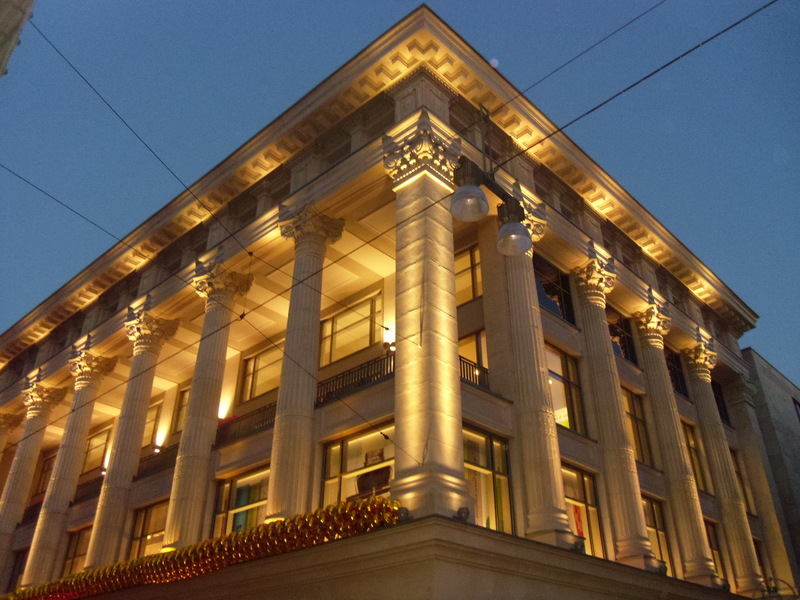
Rekonstruktion des ehemaligen Clemenschen Kaufhauses

### Lage
Das Einkaufszentrum Thier-Galerie befindet sich im südwestlichen Bereich der Dortmunder Innenstadt, zwischen dem Westenhellweg, dem Hohen Wall, Martinstraße und Brinkoffstraße. In der Nähe befindet sich unter anderem der Dortmund Hauptbahnhof, das Theater Dortmund sowie ein Anschluss an den Westenhellweg und Hansaplatz. Das Gebiet grenzt an folgende Straßen: Martinstraße, Potgasse, Silberstraße, Hövelstraße und den Hohen Wall.

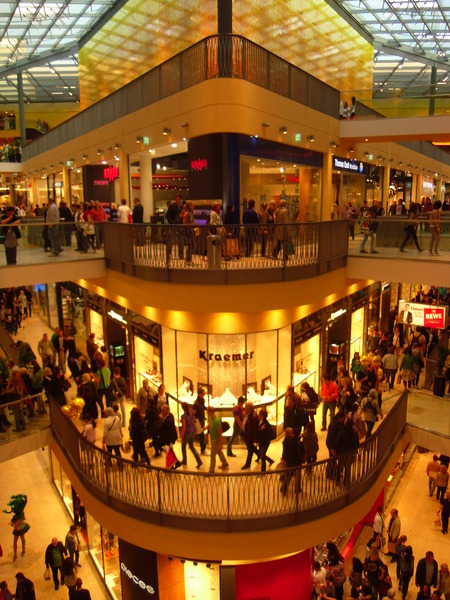
Innenansicht der Thier-Galerie mit Haus-im-Haus-Konzept

### Anbindung
Das Einkaufszentrum ist mit der Stadtbahn unter den Haltestellen Kampstraße, Reinoldikirche, Westentor oder Stadtgarten mit den Linien U41, U42, U43, U44, U45, U46, U47, U49 erreichbar. Mit den S-Bahn-Linien S1, S2, S4, S5 ist das Einkaufszentrum mit den Bahnhöfen Hauptbahnhof und Stadthaus zu finden, sowie auch mit der Buslinie 444 und dem Nachtexpress NE7 (Haltestelle Martinstraße/Thier-Galerie). In der Thier-Galerie befinden sich außerdem 730 Parkplätze.

### Architektur
Lediglich der ehemalige Verwaltungsbau der Brauerei wurde vollständig erhalten, das ehemalige Brinkmannhaus am Westenhellweg wurde komplett abgetragen, jedoch detailgetreu und mit einer neuen Außenterrasse rekonstruiert. Eine architektonische Besonderheit der Thier-Galerie ist das Haus-in-Haus-Konzept. Dabei wurde in der Mitte des Baukomplexes ein freistehendes dreieckiges Gebäude errichtet, das über Brücken mit den übrigen Gebäudeteilen verbunden ist. Das Einkaufszentrum ist neungeschossig konzipiert und beinhaltet zwei Untergeschosse, das Erdgeschoss und mit dem Dachgeschoss insgesamt sechs Obergeschosse, außerdem gibt es eine große Außenterrasse. Die Zugänge sind am Hohen Wall, an der Silberstraße und am Westenhellweg. 2012 wurde das Center als innovativstes neues Shopping-Center mit dem Across Award ausgezeichnet.
Die Zufahrt zu den Parkdecks und auch die Anlieferung erfolgt über eine Rampenanlage in der Hövelstrasse und in der Martinstraße. Ein zusätzlicher, kleinerer Anlieferbereich befindet sich noch in der Potgasse. Als verkehrliche Umbaumaßnahmen sind die Aufweitung des Grafenhofs und der Hövelstraße, ein Kreisverkehr an der Anbindung der Martinstraße an die Silberstraße sowie ein weiterer Kreisverkehr im Bereich Kolpingstrasse/Hövelstraße gebaut worden.